# سعيد علج
سعيد ألج هو رجل أعمال مغربي، ولد في يناير 1954.

## تعليمه وعمله
درس سعيد ألج بمدرسة ديريجنتس لريادة الأعمال في باريس. وقد تمكن من إدارة العديد من الشركات في أوروبا والمغرب، قبل بناء مجموعته من خلال الإستثمارات في الأسهم والاستحواذ.
وهو أيضا رئيس ومؤسس مجموعة سانام القابضة، المشاركة في العديد من المجالات والنشاطات، بما في ذلك صناعة المواد الغذائية، لتوزيع المعدات التقنية، والتوزيع على المستهلك والسياحة والسينما والعقارات التجارية والتمويل. والمجموعة تسيطر على أكثر من 65 فرعا في كل من المغرب وخارجه وهذا ب(بريطانيا، الصين، إسبانيا، فرنسا، موريتانيا، موناكو، بيرو، والولايات المتحدة الأمريكية).
وتعتبر المجموعة الصناعية بقيادة سعيد ألج من أكبر الشركات العاملة في القارة الأفريقية، ومن الرائدة عالميا في تجهيز أسماك السطح الصغيرة (السردين، الأنشوبة، والماكريل) وتوظف الشركة بشكى مباشرة أكثر من 7000 شخص، وتعمل خمس شركات مدرجة في بورصة الدار البيضاء (مجموعة أنيمير، مجموعة ستوكفيز شمال أفريقيا، النافس، تاسليف سهام للتأمين).
كما أنه نشط في الأعمال التجارية المغربية منذ عدة سنوات، وهو يقود مجموعات التنمية الاقتصادية ومجالس الأعمال في أفريقيا وكذلك في أمريكا اللاتينية.
في 2018 تم تعيينه رئيسًا لمجلس إدارة سهام للتأمين (المغرب) في 2018 والتي كان مساهمًا مرجعيًا فيها لسنوات. ولاحقًا باع حصته لشركة التأمين الجنوب إفريقية سانلام.